# Autoradiographie

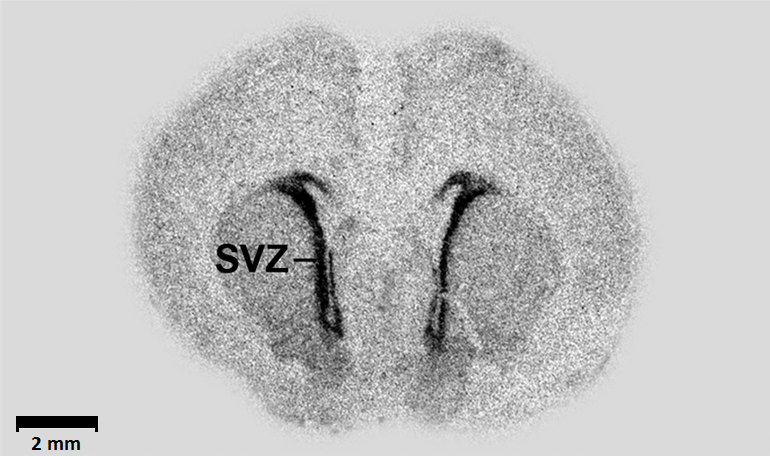
« Autoradiogramme » (ou « autoradiographie ») d'une coupe (coronale) de cerveau embryonnaire de rat. Le marquage radioactif a été fait avec des séquences oligonucléotidiques conjugués avec de l'35S-dATP (désoxyadénosine triphosphate) qui se lie à du GAD67, acide glutamique décarboxylase 67 radiomarqué. Cet acide se montre ici surexprimé dans deux zones situées dans l'espace sous-ventriculaire du cerveau (zones noires correspondant aux niveaux élevés de radioactivité qui ont marqué la pellicule).
La barre d'échelle noire (en bas à gauche de l’image) correspond à une longueur de 2 mm. Elle est utilisée notamment pour observer le rôle de l'hypothalamus.

L’autoradiographie est une technique d'imagerie d'émission réalisée à partir d'une source radioactive placée au contact d'une émulsion ou d'un film photographique. 
Comme l'indique le préfixe auto-, à la différence de la microradiographie, la source de rayonnement n'est pas une source externe (de rayons X par exemple), mais elle est incluse dans l'échantillon dont on produit une image. En cela elle diffère fortement des techniques radiographiques classiques qui sont des techniques d'imagerie de transmission.

## Utilisations
L'autoradiographie est utilisée in situ ou ex situ :
- Dans l'industrie : notamment dans l'industrie nucléaire par exemple pour la détection de microfissures laissant passer du tritium ou pour l'étude de microstructures métalliques interagissant avec un environnement radioactif[2] pour connaître la distribution de la radioactivité d'un matériau. 
C'est dans ce cas une technique d'imagerie complémentaire (ou de substitution) aux techniques d'imagerie ionique (SIMS), et de la microanalyse nucléaire[2] ;
- En imagerie médicale : pour déterminer la biodistribution d'une substance radioactive dans un organe[3]. Elle a été découverte dans ce contexte conjointement par Jeanne Ferrier et Antoine Lacassagne en 1924.
- En recherche : afin de détecter et quantifier une protéine spécifique dans un échantillon. En particulier après avoir effectué un western blot.